# 2. Badminton-Bundesliga 2000/01
Die 2. Badminton-Bundesliga 2000/01 als zweithöchste deutsche Spielklasse in der Sportart Badminton war in zwei Staffeln unterteilt (Nord und Süd), in der jeweils acht Teams gegeneinander antraten. In die 1. Bundesliga stieg der BV Wesel Rot-Weiss auf.

## 2. Bundesliga Nord
Abschlusstabelle
| Platz | Mannschaft                   | Spiele |
| ----- | ---------------------------- | ------ |
| 1.    | BV Wesel Rot-Weiss           | 14     |
| 2.    | SC Union 08 Lüdinghausen (N) | 14     |
| 3.    | SG EBT Berlin (N)            | 14     |
| 4.    | BV Gifhorn                   | 14     |
| 5.    | VfL 93 Hamburg               | 14     |
| 6.    | TuS Gildehaus                | 14     |
| 7.    | Ohligser TV                  | 14     |
| 8.    | BW Wittorf                   | 14     |

## 2. Bundesliga Süd
Abschlusstabelle
| Platz | Mannschaft                | Spiele |
| ----- | ------------------------- | ------ |
| 1.    | 1. BC Bischmisheim        | 14     |
| 2.    | PSV Ludwigshafen          | 14     |
| 3.    | SV Fortuna Regensburg (A) | 14     |
| 4.    | TSV Neuhausen-Nymphenburg | 14     |
| 5.    | TuS/SG Schorndorf         | 14     |
| 6.    | 1. BCW Hütschenhausen (N) | 14     |
| 7.    | KSV Baunatal              | 14     |
| 8.    | SSV Waghäusel (N)         | 14     |